# Маабар
Маабар (араб. معبر‎) — город на западе Йемена, на территории мухафазы Дамар.

## Географическое положение
Город находится в северной части мухафазы, в горной местности йеменского высокогорья, на высоте 2331 метра над уровнем моря.
Маабар расположен на расстоянии приблизительно 25 километров к северо-северо-западу (NNW) от Дамара, административного центра мухафазы и на расстоянии 50 километров к югу от Саны, столицы страны.

## Население
По данным переписи 2004 года численность населения Маабара составляла 24 707 человек.

## Транспорт
Через город проходит автодорога, соединяющая города Сана и Дамар.